# 大塚和夫
大塚 和夫（おおつか かずお、1949年10月11日 - 2009年4月29日）は、日本の人類学者。元東京外国語大学教授。専門は、社会人類学・中東民族誌学。北海道出身。

## 経歴

### 学歴
- 1972年3月 - 東京都立大学人文学部（社会学専攻）卒業
- 1975年3月 - 東京都立大学大学院社会科学研究科社会人類学専攻修士課程修了
- 1980年3月 - 東京都立大学大学院社会科学研究科社会人類学専攻博士課程単位修得退学
- 1980年4月 - サウジアラビアへ留学
- 1981年3月 - 帰国
- 1997年2月 - 博士（社会人類学）（東京都立大学） 学位論文の題は「アラブ・ムスリム世界の社会人類学的考察 -イスラームと「近代」」[1]。

### 職歴
- 1980年4月 - 国立民族学博物館第三研究部助手（エジプト、北スーダンなどでのフィールドワークを実施）
- 1990年6月 - 国立民族学博物館第三研究部助教授
- 1990年10月 - 総合研究大学院大学文化科学研究科助教授併任（1992年3月まで）
- 1992年4月 - 東京都立大学人文学部助教授
- 1993年4月 - 国立民族学博物館第三研究部客員助教授（1998年3月まで）
- 2001年4月 - 東京都立大学人文学部教授
- 2002年4月 - 国立民族学博物館地域企画交流センター客員教授（2005年3月まで）
- 2005年4月 - 東京外国語大学アジア・アフリカ言語文化研究所教授
- 2006年3月 - 東京外国語大学アジア・アフリカ言語文化研究所所長（2009年3月まで）
- 2009年4月29日 - 脳幹梗塞で死去[2]。59歳没。

## 著書

### 単著
- 『異文化としてのイスラーム』（同文舘出版、1989年）、オンデマンド版2003年
- 『テクストのマフディズム　中東イスラム世界3』（東京大学出版会、1995年）
- 『近代・イスラームの人類学』（東京大学出版会、2000年）
- 『イスラーム的』（日本放送出版協会・NHKブックス、2000年）、講談社学術文庫、2015年
- 『いまを生きる人類学』（中央公論新社、2002年）
- 『イスラーム主義とは何か』（岩波新書、2004年）

### 編著・共著
- 『アラブ　暮らしがわかるアジア読本』（河出書房新社、1998年）
- （福井勝義、赤阪賢）『世界の歴史24 アフリカの民族と社会』（中央公論社、1999年）、中公文庫、2010年
- 『現代アラブ・ムスリム世界』（世界思想社、2002年）

### 共編著
- （山内昌之）『イスラームを学ぶ人のために』（世界思想社、1993年）
- （井上順孝）『ファンダメンタリズムとは何か　世俗主義への挑戦』（新曜社、1994年）
- （合田濤）『民族誌の現在　近代・開発・他者』（弘文堂、1995年）
- （小杉泰・小松久男・東長靖・羽田正・山内昌之）『岩波イスラーム辞典』（岩波書店、2002年）
- （関一敏）『宗教人類学入門』（弘文堂、2004年）

### 共訳著
- D・F・アイケルマン『中東－人類学的考察』（岩波書店、1988年）
- ヴィンセント・クラパンザーノ『精霊と結婚した男―モロッコ人トゥハーミの肖像』渡部重行共訳（紀伊國屋書店、1991年）
- ティモシー・ミッチェル『エジプトを植民地化する―博覧会世界と規律訓練的権力』赤堀雅幸共訳（法政大学出版局、2014年）

## 社会的活動
- 1999 - 2004年度 - 日本中東学会理事
- 2002 - 2003年度 - 日本民族学会（現日本文化人類学会）会長
- 人間文化研究機構機構長選考会議委員
- 同経営協議会委員
- 同評価委員会委員
- 2008-2010年 - 大学セミナーハウス国際教養セミナー企画委員
- 2008年度 - 同企画委員長（第2回国際教養セミナー「イスラーム世界における「他者」との共生」を企画/同年10月4-5日開催）

## 受章・受賞
- 1989年 - 『異文化としてのイスラーム』で第21回澁澤賞、第2回アジア・太平洋賞特別賞を受賞。
- 2001年 - 『近代・イスラームの人類学』で第22回発展途上国研究奨励賞（アジア経済研究所）を受賞。
- 2002年 - 『岩波イスラーム辞典』で第56回毎日出版文化賞を受賞。
- 2007年 - 第22回大同生命地域研究奨励賞を受賞[3]。
- 2008年 - 紫綬褒章を受章[4]。